# 蘆洞彈道飛彈
蘆洞彈道飛彈是朝鮮發展的一型中程彈道飛彈，可信於大量科技來自早期飛毛腿飛彈的仿造，射程約1,500-2,000公里，命中半徑190m-2,500m屬於並不精準的武器，但是有可能搭載生化武器彈頭。
朝鮮內部也稱「火星7號」其軍方對於飛彈有火星代名稱謂慣例，例如飛毛腿B為火星5號、飛毛腿C為火星6號、舞水端飛彈為火星10號等。
蘆洞飛彈也有一名稱為「勞動」飛彈，事實上是來自日本最初翻譯對韓文的誤解，因為「蘆洞/로동（北，後同），노동（南，後同）」與「勞動/로동，노동」同音同字，多年後證實為蘆洞，最初飛彈發現於1980年代的透漏資訊，直到1993年5月29日試射才正式證實存在，該次試射飛彈落點於日本海能登半島北方，之後大量生產，2009年美軍衛星分析證實至少在320枚以上已經服役。朝日新聞2006年7月13日報導稱有可信消息本飛彈技術外銷利比亞與巴基斯坦。